# Metal Max 3
Metal Max 3 (メタルマックス3, Metaru Makkusu Surī) es la séptima entrega en la serie Metal Max. Es un RPG de combate con vehículos producido por Cattle Call y codistribuido por Kadokawa Games, Enterbrain y Crea-Tech para la Nintendo DS exclusivamente en Japón en 2010.
En 1993, Metal Max 2 fue distribuido por Data East, quien retuvo los derechos de autor de la serie hasta su cierre en 2003 y la liquidación de sus propiedades intelectuales en 2004. En abril de 2009, Enterbrain (subsidiaria de Kadokawa) obtuvo los derechos y distribuyó Metal Max 3 al año siguiente. Es la primera entrega enumerada en la serie en 17 años. Una versión reeditada de Metal Max 2 fue distribuida para la Nintendo DS en 2011, y utiliza el motor de Metal Max 3.
Del mismo modo que sus predecesores, el juego es abierto sin ser lineal.

## Jugabilidad
Gran parte de su jugabilidad se asemeja a sus predecesores Metal Max y Metal Max 2. El juego es abierto y no lineal, con el jugador teniendo la libertad de decidir adónde ir y qué misiones hacer en el orden que prefiera. El jugador podrá elegir las clases y subclases de personaje, además de mecánico, soldado y artista, entre otras, para los personajes jugables. Las batallas son por turnos, y los personajes son capaces de luchar tanto a pie como con tanques. Los tanques pueden ser creados y personalizados por el jugador; se puede mejorar cada parte del vehículo, aunque existe un límite de peso para cada tanque que dependerá en gran parte de su motor. Los personajes deberán entrar en combate con los enemigos a pie en ciertas áreas donde los tanques no pueden pasar. El juego también dispone de máquinas de azar donde se pueden jugar minijuegos, incluyendo un shooter en tercera persona y un juego de carreras.

## Sinopsis
El protagonista ha sido recogido y revivido por el científico loco Dr. Minch. Sin embargo, sufre de una pérdida de memoria severa y no recuerda nada de sí mismo. Por lo tanto, el protagonista decide viajar alrededor del mundo como cazarrecompensas para recuperar sus memorias y encontrar su verdadera identidad.

## Desarrollo
Desde el lanzamiento de Metal Max 2 en 1993, el distribuidor original Data East planeó el lanzamiento de una nueva entrega, la cual pasó por un ciclo de desarrollo problemático. Durante esta época, un juego de Dreamcast titulado Metal Max: Wild Eyes fue planeado para ser distribuido por ASCII Entertainment, pero el juego fue posteriormente cancelado, ya que el distribuidor había abandonado la industria de los videojuegos. También hubo otras compañías interesadas en desarrollar una secuela para la Game Boy, pero cancelarían sus planes más adelante. En 2003, Data East se declaró en quiebra, y la marca registrada del juego fue adquirida por otras compañías. La serie pasaría a ser distribuida por Success bajo el nombre de Metal Saga. En 2008, Enterbrain invitó al productor de Metal Max 2 para hacer un nuevo juego en la serie, y obtuvo la marca registrada original en 2009. El juego fue distribuido en julio de 2010 por la subsidiaria de Enterbrain, Kadokawa Games.

## Traducción
El 23 de junio de 2020, una traducción no oficial hecha por fanes fue lanzada por el grupo de traducción conocido como Metal Dreamers.

## Recepción
Mientras que RPGamer puntuó a Metal Max 3 un 4.5/5, la revista japonesa de juegos Famitsu premió al juego con un 33/40. El juego fue aclamado por su vasta libertad y su sistema de tanques único, pero las reseñas criticaron los encuentros recurrentes con los enemigos y la jugabilidad lenta.